# Сарла (приток Омутной)
Сарла — река в России, протекает по Томскому району Томской области. Устье реки находится в 17 км по правому берегу реки Омутная. Длина реки составляет 10 км.

## Данные водного реестра
По данным государственного водного реестра России относится к Верхнеобскому бассейновому округу, водохозяйственный участок реки — Томь от города Кемерово и до устья, речной подбассейн реки — Томь. Речной бассейн реки — (Верхняя) Обь до впадения Иртыша.